# Juan Gayol
Juan Feliciano Gayol (San Carlos de Bolívar, ...) è un ex calciatore argentino, di ruolo attaccante.

## Carriera

### Club
Ha trascorso l'intera carriera in club argentini.

### Nazionale
Ha disputato la sua unica partita per la Nazionale argentina nel 1941.